# 鄭奎齡
鄭奎齡，江西德化縣人。清朝政治人物，同進士出身。

## 生平
鄭奎齡為道光二十三年（1843年）癸卯科舉人，道光二十五年會試中式，但因覆試考列四等，被罰停殿試一科，道光二十七年（1847年）殿試位列張之萬榜三甲第八十名，即用山西黎城縣知縣，因丁憂停職。守喪結束後，揀發中南北三城兵馬司正指揮，選湖北巴東縣知縣，咸豐四年（1854年）任浙江平湖知縣，同年離任。後捐升知府。